# Simon Murray
Simon Murray, né le 25 mars 1940 à Leicester (Angleterre), est un homme d'affaires britannique, écrivain et ancien légionnaire. Le quotidien suisse Le Temps lui a consacré en novembre 2016 un portrait très complet.

## L'aventure
Simon Murray est né au sein d'une famille de tradition militaire et très fortunée. Très jeune, il s'embarque comme mécanicien de chauffe sur un vapeur (navire de marchandises) à destination de l'Amérique du Sud.
Le 22 février 1960, il s'engage à la Légion étrangère et débarque en Algérie pour effectuer son instruction à 5e compagnie du centre d'instruction no 2 du 1er régiment étranger de Sidi-bel-Abbès. À l'issue de cette formation, il est affecté à la 3e compagnie du 2e régiment étranger de parachutistes. 
Il participe, avec son unité, à la guerre d'Algérie contre les éléments du FLN, d'abord dans le Constantinois puis dans l'Oranais. Promu légionnaire de 1re classe le 1er janvier 1961, il est cité avec croix de la Valeur militaire.
À la fin des opérations militaires, il se replie avec son unité sur la base de Bou-Sfer. Nommé caporal le 1er novembre 1962 (d' après la version française de son livre, c' est  en novembre 1963 qu'il obtient ses galons de caporal) puis caporal-chef l'année suivante, il refuse de tenter le concours d'officier et quitte la Légion en 1965 après cinq années de service. Il se lance ensuite dans les affaires en intégrant la société Jardine Matheson à Hong Kong.

## Les affaires
Il quitte Jardine Matheson en 1982 pour créer sa société Davenham Investments, agent de plusieurs grands groupes comme Mitsubishi et Total. En 1984, il intègre, en tant que Managing Director, Hutchison Whampoa, conglomérat de Hong Kong (distribution, activités portuaires, énergie, télécom) présidé par le magnat chinois Li Ka-shing. Il démissionne en septembre 1993 et entre à la Deutsche Bank comme membre du conseil d'administration pour la division Asie-Pacifique et fonde "Simon Murray et associés".
Il a essentiellement travaillé à Hong Kong et en Asie du Sud-Est, en étant membre de plusieurs conseils d'administration de sociétés à vocation internationales dont Vivendi, Hermès International et Usinor. Il  gère la "General Enterprise Management Services Limited ", fonds d'investissement spécialement orienté sur la région Asie-Pacifique.
En 2011, le patron de Glencore Ivan Glasenberg lui a demandé de devenir président du conseil d'administration de son entreprise. «Les mines, je connaissais peu. En revanche, je connaissais très bien John Bond qui était le président de Xstrata [ndlr: que Glencore voulait alors racheter]», a déclaré Simon Murray au quotidien suisse Le Temps. 
En 1978, Murray a publié une autobiographie de ses années passées à la Légion, intitulée Légionnaire : un anglais à la Légion étrangère. En 2002, un film a été tiré du livre : Déserteur (Simon : An English Legionnaire connu aussi sous le titre Legion of Honor), avec Tom Hardy et Paul Fox dans les rôles principaux.

## Vie privée
Il est marié avec celle qui fut l'amour de sa vie, Jennifer Mather, avec qui il a eu trois enfants. Elle fut la première femme à faire le tour du monde en hélicoptère en solitaire.
Simon Murray, quant à lui, fut, le 28 janvier 2004, à l'âge de 63 ans, l'homme le plus âgé à atteindre le Pôle Sud sans assistance.

## Distinctions
- Chevalier de la Légion d'honneur
- Commandeur de l'Ordre national du Mérite
- Commander of the Order of the British Empire (Ordre de l'Empire britannique)
- Médaille commémorative des opérations de sécurité et de maintien de l'ordre en Afrique du Nord avec agrafe Algérie
- Croix du combattant volontaire avec agrafe Afrique du Nord
- Croix de la valeur militaire